# Grand Prix Španělska 1997
Grand Prix Španělska 1997 (XXXIX Gran Premio de España Telefónica), 6. závod 48. ročníku mistrovství světa jezdců Formule 1 a 39. ročníku poháru konstruktérů, historicky již 603. grand prix, se již tradičně odehrála na okruhu v Barceloně.

## Výsledky

### Kvalifikace
| Pořadí | Číslo | Pilot                 | Konstruktér       | Čas      | Odstup |
| ------ | ----- | --------------------- | ----------------- | -------- | ------ |
| 1      | 3     | Jacques Villeneuve    | Williams-Renault  | 1:16.525 |        |
| 2      | 4     | Heinz-Harald Frentzen | Williams-Renault  | 1:16.791 | +0.266 |
| 3      | 10    | David Coulthard       | McLaren-Mercedes  | 1:17.521 | +0.996 |
| 4      | 7     | Jean Alesi            | Benetton-Renault  | 1:17.717 | +1.192 |
| 5      | 9     | Mika Häkkinen         | McLaren-Mercedes  | 1:17.737 | +1.212 |
| 6      | 8     | Gerhard Berger        | Benetton-Renault  | 1:18.041 | +1.516 |
| 7      | 5     | Michael Schumacher    | Ferrari           | 1:18.313 | +1.788 |
| 8      | 12    | Giancarlo Fisichella  | Jordan-Peugeot    | 1:18.385 | +1.860 |
| 9      | 11    | Ralf Schumacher       | Jordan-Peugeot    | 1:18.423 | +1.898 |
| 10     | 16    | Johnny Herbert        | Sauber-Petronas   | 1:18.494 | +1.969 |
| 11     | 6     | Eddie Irvine          | Ferrari           | 1:18.873 | +2.348 |
| 12     | 14    | Olivier Panis         | Prost-Mugen-Honda | 1:19.157 | +2.632 |
| 13     | 17    | Gianni Morbidelli     | Sauber-Petronas   | 1:19.323 | +2.798 |
| 14     | 18    | Mika Salo             | Tyrrell-Ford      | 1:20.079 | +3.554 |
| 15     | 1     | Damon Hill            | Arrows-Yamaha     | 1:20.089 | +3.564 |
| 16     | 15    | Šindži Nakano         | Prost-Mugen-Honda | 1:20.103 | +3.578 |
| 17     | 22    | Rubens Barrichello    | Stewart-Ford      | 1:20.255 | +3.730 |
| 18     | 21    | Jarno Trulli          | Minardi-Hart      | 1:20.452 | +3.927 |
| 19     | 19    | Jos Verstappen        | Tyrrell-Ford      | 1:20.582 | +4.057 |
| 20     | 20    | Ukjó Katajama         | Minardi-Hart      | 1:20.672 | +4.147 |
| 21     | 2     | Pedro Diniz           | Arrows-Yamaha     | 1:21.029 | +4.504 |
| 22     | 23    | Jan Magnussen         | Stewart-Ford      | 1:21.060 | +4.535 |

### Závod
| Pořadí | Číslo | Jezdec                | Konstruktér       | Kola | Čas/odstoupení | Start | Body |
| ------ | ----- | --------------------- | ----------------- | ---- | -------------- | ----- | ---- |
| 1      | 3     | Jacques Villeneuve    | Williams-Renault  | 64   | 1:30:35.896    | 1     | 10   |
| 2      | 14    | Olivier Panis         | Prost-Mugen-Honda | 64   | +5.804         | 12    | 6    |
| 3      | 7     | Jean Alesi            | Benetton-Renault  | 64   | +12.534        | 4     | 4    |
| 4      | 5     | Michael Schumacher    | Ferrari           | 64   | +17.979        | 7     | 3    |
| 5      | 16    | Johnny Herbert        | Sauber-Petronas   | 64   | +27.986        | 10    | 2    |
| 6      | 10    | David Coulthard       | McLaren-Mercedes  | 64   | +29.744        | 3     | 1    |
| 7      | 9     | Mika Häkkinen         | McLaren-Mercedes  | 64   | +48.785        | 5     |      |
| 8      | 4     | Heinz-Harald Frentzen | Williams-Renault  | 64   | +1:04.139      | 2     |      |
| 9      | 12    | Giancarlo Fisichella  | Jordan-Peugeot    | 64   | +1:04.767      | 8     |      |
| 10     | 8     | Gerhard Berger        | Benetton-Renault  | 64   | +1:05.670      | 6     |      |
| 11     | 18    | Jos Verstappen        | Tyrrell-Ford      | 63   | +1 kolo        | 19    |      |
| 12     | 6     | Eddie Irvine          | Ferrari           | 63   | +1 kolo        | 11    |      |
| 13     | 23    | Jan Magnussen         | Stewart-Ford      | 63   | +1 kolo        | 22    |      |
| 14     | 17    | Gianni Morbidelli     | Sauber-Petronas   | 62   | +2 kola        | 13    |      |
| 15     | 14    | Jarno Trulli          | Minardi-Hart      | 62   | +2 kola        | 18    |      |
| Ret    | 2     | Pedro Diniz           | Arrows-Yamaha     | 53   | Motor          | 21    |      |
| Ret    | 11    | Ralf Schumacher       | Jordan-Peugeot    | 50   | Motor          | 9     |      |
| Ret    | 22    | Rubens Barrichello    | Stewart-Ford      | 37   | Motor          | 17    |      |
| Ret    | 19    | Mika Salo             | Tyrrell-Ford      | 35   | Defekt         | 14    |      |
| Ret    | 15    | Šindži Nakano         | Prost-Mugen-Honda | 34   | Převodovka     | 16    |      |
| Ret    | 1     | Damon Hill            | Arrows-Yamaha     | 17   | Motor          | 15    |      |
| Ret    | 20    | Ukjó Katajama         | Minardi-Hart      | 11   | Převodovka     | 20    |      |

## Průběžné pořadí šampionátu
Pohár jezdců
| Pořadí | Jezdec             | Body |
| ------ | ------------------ | ---- |
| 1      | Jacques Villeneuve | 30   |
| 2      | Michael Schumacher | 27   |
| 3      | Olivier Panis      | 15   |
| 4      | Eddie Irvine       | 14   |
| 5      | David Coulthard    | 11   |

Pohár konstruktérů
| Pořadí | Konstruktér       | Body |
| ------ | ----------------- | ---- |
| 1      | Ferrari           | 41   |
| 2      | Williams-Renault  | 40   |
| 3      | McLaren-Mercedes  | 21   |
| 4      | Benetton-Renault  | 17   |
| 5      | Prost-Mugen-Honda | 15   |